# أندرو ليفين
أندرو ليفين (بالإنجليزية: Andrew Levane)‏ مواليد 11 أبريل 1920 في بروكلين، نيويورك - الوفاة 30 أبريل 2012، كان لاعب كرة سلة أمريكي أصبح مدرباً. بدأ مسيرته الاحترافية في سنة 1945. بلغ طوله 6 قدم 2 بوصة (1.9 م). اعتزل اللعب في 1953.

## المسيرة الاحترافية
لعب مع سكرامنتو كينغز في سنة 1949، ثم لعب مع فيلادلفيا سفنتي سيكسرز في موسم 1949–1950، ثم لعب مع أتلانتا هوكس في موسم 1952–1953.

## روابط خارجية
- أندرو ليفين على موقع إن بي أي (الإنجليزية)
- أندرو ليفين على موقع سبورتس رفرنس (الإنجليزية)
- أندرو ليفين على موقع ريلجم (الإنجليزية)
- أندرو ليفين على موقع بروبوليرز (الإنجليزية)
- أندرو ليفين على موقع سبورتس رفرنس (الإنجليزية)
- أندرو ليفين على موقع سبورتس رفرنس (الإنجليزية)